# Odostomia harfordensis
Odostomia harfordensis är en snäckart som beskrevs av Dall och Bartsch 1907. Odostomia harfordensis ingår i släktet Odostomia och familjen Pyramidellidae. Inga underarter finns listade i Catalogue of Life.